# Papros
Papros (dawniej Paproś) – wieś w Polsce położona w województwie kujawsko-pomorskim, w powiecie inowrocławskim, w gminie Kruszwica.

## Podział administracyjny
W latach 1975–1998 miejscowość administracyjnie należała do województwa bydgoskiego.

## Demografia
Według Narodowego Spisu Powszechnego (III 2011 r.) wieś liczyła 68 mieszkańców. Jest 44. co do wielkości miejscowością gminy Kruszwica.

## Historia wsi

### Średniowiecze
Wieś pierwotnie należała do kapituły kruszwickiej.

### Wiek XIX
W 2. połowie XIX w. żyło tu 137 osób, w tym 14 osób w wydzielonym okręgu Czajeczka, gdzie znajdowała się karczma. Z ogólnej liczby mieszkańców było tu: 120 katolików i 17 protestantów. Papros znalazł się na pograniczu zaboru rosyjskiego i pruskiego.

### Wiek XX
W czasie powstania wielkopolskiego mieszkańcy wsi czynnie uczestniczyli w rozbrajaniu niemieckich oddziałów wojskowych. W Paprosie naczelnikiem Straży Ludowej był Józef Spychalski. W styczniu 1919 r. z siekierami w rękach zdobyli budynek Urzędu Celnego w Paprosie, na którym siekierą rozbito pruskiego orła. W budynku Straż Ludowa zaopatrzyła się w 8 szt. broni krótkiej. We współpracy ze Strażami Ludowymi z sąsiednich wsi rozbrajano Niemców w najbliższej okolicy. W starciach z większym oddziałem Grenzschutzu powstańcy uzyskali wsparcie Straży Ludowej z Dobrego uzbrojonej w karabiny maszynowe. W walkach pod Gniewkowem powstańcy uzyskali pomoc 5 Pułku Piechoty Wielkopolskiej.
W Książce Adresowej Polski z roku 1929 w Paprosie wymienieni byli właściciele ziemscy: Barczak B. (104 ha), Fiutak M. (55 ha), Patyk P. (66 ha), Spychalska J. (52 ha) i Spychalski Jan (55 ha) oraz kołodziej – Nowak A., kowal – Paluch K., właściciel młyna – Tarnogrodzki T. i prowadzący wyszynk trunków – Przybysz I. Wieś w tym czasie zamieszkiwało 220 osób.

## Oświata
Papros należy do obwodu szkolnego w Woli Wapowskiej. Na budowę w latach 1988–1997 nowej Szkoły Podstawowej w Woli Wapowskiej cegiełki wykupili następujący mieszkańcy Paprosa: Barczak Jan, Brzozowski Józef, Filipiak Michał, Góralski Ryszard, Michalak Bogdan, Nowakowska Elżbieta, Olejniczak Bożena, Pastecka Kinga i Teresa, Patyk Józef, Roszak Zofia, Smokowska Władysława, Stolarski Stanisław i Wiatrowski Marek.

## Obiekty zabytkowe
W Paprosie jest zachowany, wybudowany z czerwonej cegły XIX-wieczny budynek Urzędu Celnego.